# Збірна Мартиніки з футболу
Збі́рна Марти́ніки з футбо́лу — національна футбольна команда, що представляє Мартиніку на міжнародних футбольних турнірах, що проводяться під егідою КОНКАКАФ, і в товариських матчах. Контролюється Футбольною лігою Мартиніки. Є членом КОНКАКАФ (з 1964 року) і КФС. Не входить до складу ФІФА, оскільки Мартиніка є заморським департаментом Франції і, як наслідок, збірна не має права на участь в матчах Чемпіонату світу.

## Історія
Збірна Мартиніки є однією з найуспішніших збірних Карибських островів. Попри те, що мартиніканці не мають права на участь в матчах чемпіонату світу, збірна регулярно бере участь у розіграшах Кубка Карибських островів, а також Золотого кубка КОНКАКАФ. Найвищим досягненням Мартиніки в головному зональному турнірі є вихід в 1/4 фіналу Золотого кубка 2002 року. Що стосується Кубка Карибських островів, то тут успіхи збірної набагато значніші. Тричі ставши бронзовим призером Карибського Кубка в 1992, 1996 і 2001 роках, срібним в 1994 році і чемпіоном в 1993 році, збірну Мартиніки можна з повною впевненістю називати одним з лідерів футболу Карибського басейну 90-х років XX століття.

## Золотий кубок КОНКАКАФ
- 1991 — не пройшла кваліфікацію
- 1993 — груповий раунд
- 1996 – 2000 — не пройшла кваліфікацію
- 2002 — 1/4 фіналу
- 2003 — груповий раунд
- 2005 – 2011 — не пройшла кваліфікацію
- 2013 — груповий раунд
- 2015 — не пройшла кваліфікацію
- 2017 – 2023 — груповий раунд
- 2025 — не пройшла кваліфікацію

## Кубок Карибських островів
- 1989 — не пройшла кваліфікацію
- 1990 — чемпіонат був перерваний і не дограли
- 1991 — 1 раунд
- 1992 — 3-є місце
- 1993 — Чемпіон
- 1994 — 2-е місце
- 1995 — не пройшла кваліфікацію
- 1996 — 3-є місце
- 1997 — 1 раунд
- 1998 — 1 раунд
- 1999 — не пройшла кваліфікацію
- 2001 — 3-є місце
- 2005 — не пройшла кваліфікацію
- 2007 — 1 раунд
- 2008 — не пройшла кваліфікацію
- 2010 — 1 раунд
- 2012 — 4-е місце
- 2014 — 1 раунд
- 2017 — 4-е місце